# Cambridge City (Indiana)
Cambridge City è un comune degli Stati Uniti d'America, situato nello stato dell'Indiana, nella contea di Wayne.